# Missionskreuz (Lauterbourg)

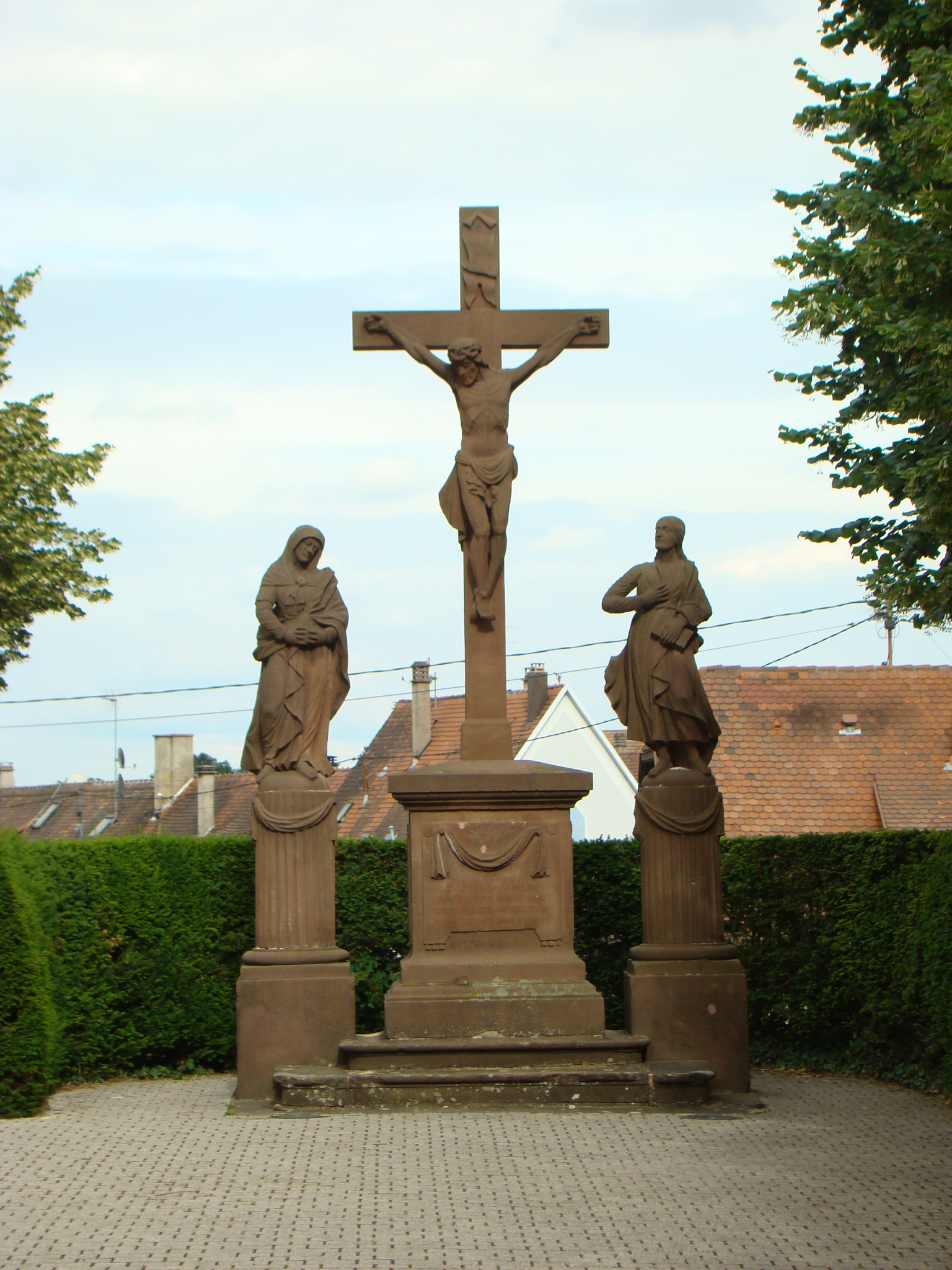
Missionskreuz in Lauterbourg

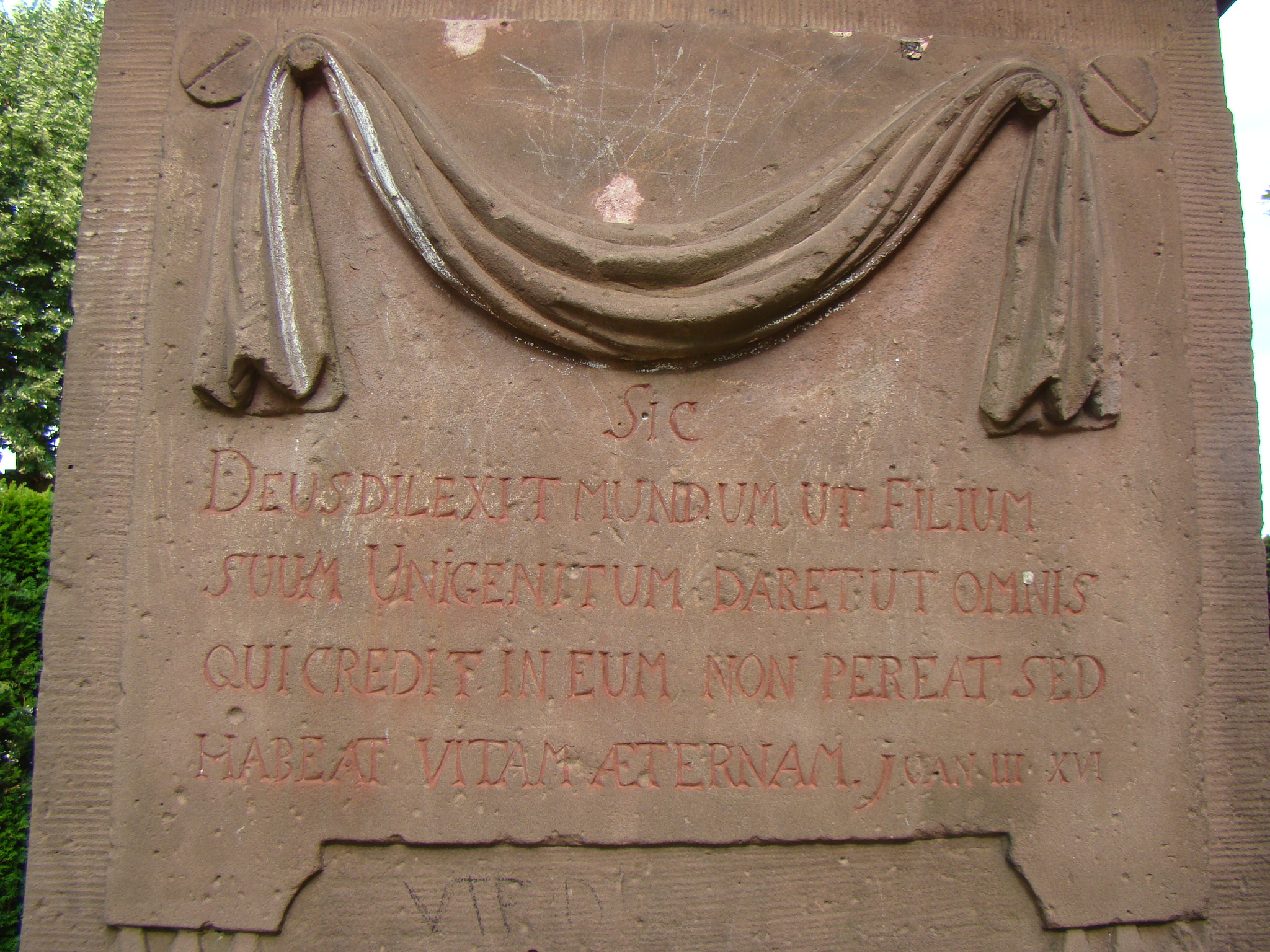
Inschrift am Sockel

Das Missionskreuz (französisch Calvaire) im nordelsässischen Lauterbourg ist eine steinerne Kreuzigungsgruppe bei der Dreifaltigkeitskirche im Zentrum der Kleinstadt. Die heute vorhandene Skulptur stammt aus dem Jahr 1810. Sie stellt den gekreuzigten Jesus, die weinende Maria sowie die heilige Johanna von Orléans dar. Das Missionskreuz ist seit 1932 als Baudenkmal (Monument historique) geschützt.

## Geschichte
Eine erste Kreuzigungsgruppe entstand gegen Ende des 15. Jahrhunderts. Sie wurde vermutlich 1478 durch die örtlichen Zünfte der Bäcker und der Metzger errichtet. Möglicherweise initiierte der Bischof von Speyer, dem Lauterburg unterstand, die Aufstellung des Kreuzes. 1794 fiel es der Französischen Revolution zum Opfer.
Der Inschrift an der Rückseite des heutigen Kreuzes zufolge ließ die fromme Lauterburger Bürgerin Françoise Thieboult 1810 ein neues Kreuz errichten, das im gleichen Jahr durch den Pfarrer des Ortes, Henri Wilhelm Spisser (1750–1824) geweiht wurde.
Am 15. Januar 1978 beschädigte ein Sturm die Skulptur schwer. Sie wurde am 29. Oktober 1981 neu errichtet und anderthalb Jahre später, am 10. Juli 1983, durch den Lauterburger Pfarrer Jean-Claude Reichert am Tage seiner Primiz in der Pfarrei neu geweiht.

## Beschreibung
Die Kreuzigungsgruppe besteht aus drei Figuren. Im Zentrum steht auf einem Sockel ein 180 Zentimeter hohes Kreuz, das den gekreuzigten Heiland trägt. Flankiert wird er an seiner Linken von einer 160 Zentimeter hohen Muttergottesfigur und zu seiner Rechten von einer 170 Zentimeter hohen Figur, die die französische Nationalheldin Johanna von Orléans zeigt.